# Ōtake, Hiroshima
Ōtake (大竹市 ōtake-shi) là một thành phố thuộc tỉnh Hiroshima, Nhật Bản.